# Mariusz Łazarz
Mariusz Łazarz (ur. 27 lipca 1975 w Tarnowie) – polski żużlowiec.
Sport żużlowy uprawiał w latach 1992–1995, reprezentując kluby: Unia Tarnów (1992, 1994) oraz Wanda Kraków (1993, 1995).
Srebrny medalista drużynowych mistrzostw Polski (1994). Finalista młodzieżowych indywidualnych mistrzostw Polski (Toruń 1993 – jako rezerwowy). Finalista turnieju o "Brązowy Kask" (Tarnów 1993 – V miejsce). 